# Prince Edward County, Ontario
Prince Edward County är en kommun (single-tier municipality med status som city) i sydöstra Ontario i Kanada, 200 km sydväst om huvudstaden Ottawa. 
Namnet kommer av drottning Viktorias far prins Edvard och att området före en kommunsammanslagning 2001 var ett county. Antalet invånare vid folkräkningen 2016 var 24 735. Administrativ huvudort är Picton.